# 吉村仁 (官僚)
吉村 仁（よしむら ひとし、1930年9月27日 - 1986年10月23日）は、日本の厚生官僚。公的健康保険制度の大改革を実現させた厚生省事務次官。広島県賀茂郡西条町（現・東広島市西条岡町）出身。

## 経歴
旧制広島県立広島第一中学校（現・広島県立広島国泰寺高等学校）三年のときに、広島への原爆投下があったが、出席番号が奇数だったために呉市の工場へ動員され、奇跡的に被爆を免れる。旧制官立広島高等学校（現・広島大学）を経て、1953年に東京大学法学部第3類（政治コース）卒業後、旧厚生省に入省する。薬害エイズ事件当時の薬務課長であり、元衆院議員の持永和見は同期。以降一貫して医療保険政策に携わり医療問題に取り組む。
1957年、医療課で「国民皆保険」制度導入に関わり長寿王国の基礎作りに貢献。1979年社会保険庁長官長官官房審議官、1982年保険局長。超高齢化社会到来を見据え、医療費増大は国を滅ぼすと深く憂慮、健康保険制度の大改革をライフワークに定めた。1983年、『医療費亡国論』の論文を発表。時の日本医師会（日医）会長・武見太郎から「赤色官僚」と攻撃されるなど日本医師会や自民党内部、及び野党からも猛反発を受けたが「おれの体には使命感に燃えた赤い血が流れている。それが赤色官僚というなら結構だ」と屈せず、厚生省主導でそれまで聖域化された医師優遇税制の改革にメスを入れた。1984年の健康保険法改正で、無料だったサラリーマンの医療費に１割の自己負担を導入、浮いた財源で新たに退職者医療制度を作る仕組みを打ち出し、健康保険制度創設以来ともいえる大改革を実現させた。
ときの厚生大臣・渡部恒三は厚生行政はズブの素人だった。当時の中曽根康弘首相が「健保改革は国家的使命」と大見得を切ってくれたことを成立に向けた大義名分としてフルに生かす。渡部厚相が所属する田中派の支持がなくては、中曽根の再選がおぼつかないと嗅ぎ取った吉村は、健保法の成否の鍵を握る自民党最大派閥・田中派の根回しに精力を注ぐ。渡部厚相を助け国会答弁や二階堂進副総裁、金丸信幹事長、橋本龍太郎元厚相ら田中派幹部の根回しに奔走、また、反対する政治家の説得にもあたった。以前硬骨漢ぶりが気に入られ、政界入りを熱心に勧められた田中角栄邸に自動車のトランクに隠れて潜り込み、『医療費亡国論』を力説した逸話がある。最終的に二割負担を一割負担にするなどの修正を行ったうえで、日医や反対派議員との妥協を取り付け、成立に漕ぎ着けた。
1984年事務次官、1986年退官し、顧問となったが、同年56歳で死去。肝臓癌の治療を先延ばしし、病身を押して健保改革に命を賭けた。「医療費の現状を正すためには、私は鬼にも蛇にもなる」と言い切った。
厚生省は吉村の業績を記念して吉村の遺族の申し出により『公益信託 吉村記念厚生政策研究助成基金』を1987年に発足。厚生政策の企画立案のための調査研究を毎年助成していたが2003年を持って幕を閉じた。
吉村仁を評価する声がある反面、近年の過剰な「医療制度改革」は吉村の進めた「改革」が発端であり「医療崩壊の元凶」と非難する声もあり、「医療制度改革に手をつけなかった場合、財政は破綻していた恐れもあり、功罪相半ばする」とする評価もある。また、「吉村学校」と呼ばれた勉強会を開き多くの後進を育て上げたが後年、この中から刑法犯に問われ有罪になる官僚が複数も出た。